# Atarba thowla
Atarba thowla là một loài ruồi trong họ Limoniidae. Chúng phân bố ở miền Australasia.